# Лалу, Рене
Рене́ Лалу́ (фр. René Laloux; 13 июля 1929, Париж — 14 марта 2004, Ангулем) — французский аниматор, режиссёр мультипликационных фильмов.

## Биография и творчество
Учился живописи, работал в рекламе, потом — в психиатрической лечебнице, где начал заниматься кукольной анимацией вместе с пациентами. Снял несколько короткометражных лент, наиболее известной из которых стал фильм «Улитки» (1965 год, специальный приз жюри Краковского МКФ). Сотрудничал с такими аниматорами и художниками, как Поль Гримо и Ролан Топор. Скончался от инфаркта.

## Полнометражные научно-фантастические фильмы
- Дикая планета / La Planète sauvage (1973 год, по книге Стефана Вуля, специальный приз Каннского МКФ)
- Властелины времени / Les Maîtres du temps (1982 год, по книге Стефана Вуля)
- Гандахар. Световые годы / Gandahar (1987 год, по роману Жан-Пьера Андревона)